# Castelo Portencross

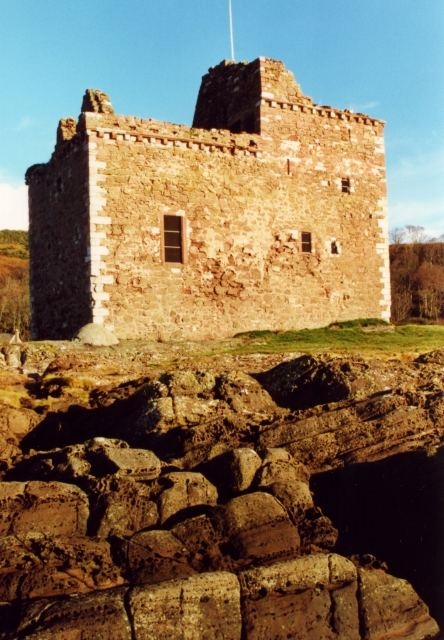
Castelo Portencross, Escócia.

O Castelo Portencross (em inglês:  Portencross Castle) é um castelo do século XIV atualmente em ruínas localizado em West Kilbride, North Ayrshire, Escócia.

## História
Foi construído provavelmente no século XIV, com modificações posteriores. Está em ruínas desde que ficou sem teto em 1739, mas as paredes estão todas intactas.
Foi uma fortaleza de residência dos barões de Ardneil, que pertenceu à família Rosse e foi dado por Bruce a Sir Robert Boyd de Kilmarnock. Diversas cartas reais foram assinadas aqui.